# Liste der Naturdenkmale in Külsheim
| Naturdenkmale | Anzahl |
| ------------- | ------ |
| FND           | 6      |
| END           | 4      |
| Gesamt        | 10     |

Die Liste der Naturdenkmale in Külsheim nennt die verordneten Naturdenkmale (ND) der im baden-württembergischen Main-Tauber-Kreis liegenden Stadt Külsheim und deren Stadtteile (Külsheim mit der Stadt Külsheim und dem Weiler Wolferstetten, Eiersheim, Hundheim mit dem Dorf Hundheim und den Höfen Birkhof und Tiefental sowie der Denkmalsiedlung, Steinbach mit dem Dorf Steinbach und den Höfen Gickelhof, Hinterer Meßhof und Vorderer Meßhof, Steinfurt und Uissigheim).
In Külsheim gibt es insgesamt zehn als Naturdenkmal geschützte Objekte, davon sechs flächenhafte Naturdenkmale (FND) und vier Einzelgebilde-Naturdenkmale (END).
Stand: 1. November 2016.

## Flächenhafte Naturdenkmale (FND)
| Name                                                           | Bild | Kennung     | Einzelheiten | Position | Fläche Hektar | Datum         |
| -------------------------------------------------------------- | ---- | ----------- | ------------ | -------- | ------------- | ------------- |
| Eichenhain Hochäcker                                           |      | 81280640004 | Külsheim     | ⊙        | 0,2           | 21. Dez. 1981 |
| Halbtrockenrasen b.d.Kapelle im Haigergrund Käppele, Alte Berg |      | 81280640007 | Külsheim     | ⊙        | 1,2           | 10. März 1992 |
| Laubholzgruppe Stahlberg                                       |      | 81280640006 | Külsheim     | ⊙        | 0,3           | 21. Dez. 1981 |
| Lindenhain Bei der Straßenkapelle                              |      | 81280640003 | Külsheim     | ⊙        | 3,0           | 21. Dez. 1981 |
| Pflanzenstandort ober dem Bischofsheimer Weg                   |      | 81280640008 | Külsheim     | ⊙        | 0,5           | 10. März 1992 |
| Wassertümpel Distr. I Langer Grundschlag                       | BW   | 81280640005 | Külsheim     | ⊙        | 0,1           | 21. Dez. 1981 |
| Legende für Naturdenkmal                                       |      |             |              |          |               |               |

## Einzelgebilde-Naturdenkmale (END)
| Name                            | Bild | Kennung     | Einzelheiten | Position | Fläche Hektar | Datum         |
| ------------------------------- | ---- | ----------- | ------------ | -------- | ------------- | ------------- |
| 1 Eiche Stadtwald Distr. I/10   | BW   | 81280640001 | Külsheim     | ⊙        | 0,0           | 21. Dez. 1981 |
| 1 Esche Otterbacher Weg         |      | 81280640009 | Külsheim     | ⊙        | 0,0           | 10. März 1992 |
| 1 Mostbirne Baiersgründlein     |      | 81280640010 | Külsheim     | ⊙        | 0,0           | 10. März 1992 |
| 1 Winterlinde Untere Dorfwiesen |      | 81280640002 | Külsheim     | ⊙        | 0,0           | 21. Dez. 1981 |
| Legende für Naturdenkmal        |      |             |              |          |               |               |